# Казахстанская федерация футбола
Казахстанская федерация футбола (каз. Қазақстан футбол федерациясы) — организация, осуществляющая контроль и управление футболом в Казахстане. Штаб-квартира находится в Астане. Занимается организацией национального чемпионата, сборных страны, поддержкой, развитием и популяризацией всего футбола в целом.
Член ФИФА с 1994 года.

В период с 1994 по 2002 год — полноправный член АФК.
С 2002 года — полноправный член УЕФА.
Прежнее название, Федерация футбола Казахстана, было изменено на текущее (Казахстанская федерация футбола) осенью 2017 года

По состоянию на 20 июля 2023 г. в рейтинге ФИФА сборная занимает 104-е место. Абсолютный рекорд рейтинга ФИФА зарегистрирован в январе 2014 г. — 83 место.
8 ноября 2024 года президент федерации Адилет Берменкулов объявил об отставке.
Один из претендентов на пост руководителя Казахстанской федерации футбола стал основатель академии KIFS Алтай Даумов.

## Руководство
- Андрей Дудин — генеральный секретарь Казахстанской федерации футбола
- Олжас Абраев — первый вице-президент Казахстанской федерации футбола
- Рохус Шох — вице-президент Казахстанской федерации футбола
- Рафаэль Гарибян — президент Профессиональной футбольной лиги Казахстана
- Александр Переметин — директор департамента судейства и инспектирования

## Президенты
1. Нуркадилов, Заманбек Калабаевич (1992—1994)
2. Сегизбаев, Тимур Санжарович (1994—1996)
3. Ордабаев, Куралбек Досжанович (1996—2000)
4. Алиев, Рахат Мухтарович (2000—2007)
5. Джаксыбеков, Адильбек Рыскельдинович (2007—2014)
6. Кожагапанов, Ерлан Токтарханович (2014—2016)
7. Байшаков, Сеильда Икрамович (2016—2018)
8. Джаксыбеков, Адильбек Рыскельдинович (2018—2022)
9. Барменкулов, Адилет Назарбаевич (2022—2024)
10. Омаров, Марат Талгатович (с 2024 года)[6]

## Предыдущие названия
- Футбольная ассоциация Республики Казахстан 1992—2000
- Футбольный союз Казахстана 2000—2007
- Федерация футбола Казахстана 2007—2017
- с 12 октября 2017 года — Казахстанская федерация футбола (КФФ).[6]